# Oleg Reabciuk
Oleg Reabciuk (n. 16 ianuarie 1998, Ialoveni, raionul Ialoveni, Republica Moldova) este un fotbalist moldovean-portughez care în prezent joacă pe postul de fundaș la echipa rusească Spartak Moscova și la Echipa națională de fotbal a Moldovei (din 2018).
A fost declarat „Fotbalist al anului 2020” în Republica Moldova..